# نوبوكو يوشييا
نوبوكو يوشييا (باليابانية: 吉屋信子) (12 يناير 1896، نيغاتا في اليابان - 11 يوليو 1973، كاماكورا في اليابان)؛ كاتِبة وروائية يابانية.

## روابط خارجية
- نوبوكو يوشييا على موقع IMDb (الإنجليزية)